# 국소 볼록 공간
함수해석학에서 국소 볼록 공간(局所볼록空間, 영어: locally convex space)은 그 위상이 일련의 반노름들에 대한 시작 위상으로 유도되는 위상 벡터 공간이다.:§5, 38–49 함수해석학에서 다루는 가장 일반적인 공간 가운데 하나이다.

## 정의
{\displaystyle K\in \{\mathbb {R} ,\mathbb {C} \}}라고 하자. {\displaystyle K}-국소 볼록 공간은 특별한 종류의 {\displaystyle K}-위상 벡터 공간이며, 두 가지로 정의할 수 있으며, 두 정의는 서로 동치이다.

### 볼록 집합을 통한 정의
{\displaystyle K}-위상 벡터 공간 {\displaystyle V}가 주어졌다고 하자. 만약 임의의 {\displaystyle 0\in V}의 근방 {\displaystyle {\tilde {B}}\ni 0}에 대하여, 다음 조건들을 모두 만족시키는 집합 {\displaystyle B\subseteq V}가 존재한다면, {\displaystyle V}를 {\displaystyle K}-국소 볼록 공간이라고 한다.
- 0의 근방이다.
- {\displaystyle 0\in B\subseteq {\tilde {B}}}
- (볼록성) {\displaystyle \textstyle B=\{tx+(1-t)y\colon (x,y,t)\in B\times B\times [0,1]\}}
- (균형성) {\displaystyle \textstyle B=\bigcup _{\lambda \in K}^{|\lambda |\leq 1}\lambda B}
- (흡수성) {\displaystyle \textstyle V=\bigcup _{\lambda \in K}\lambda B}

### 반노름을 통한 정의
{\displaystyle K}-국소 볼록 공간 {\displaystyle V}는 다음 성질들을 만족시키는 {\displaystyle K}-위상 벡터 공간이다.
- {\displaystyle V}의 위상은 일련의 반노름들 {\displaystyle \{\nu _{i}\}_{i\in I}}로 유도된다. 즉, 다음과 같은 기저를 갖는다.
{\displaystyle \left\{v+\epsilon \bigcap _{i\in {\tilde {I}}}U_{i}\colon {\tilde {I}}\subseteq I,\;|{\tilde {I}}|<\aleph _{0},\;\epsilon \in \mathbb {R} ^{+},\;v\in V\right\}}
{\displaystyle U_{i}=\{v\colon \nu _{i}(v)<1\}\subseteq V\qquad \forall i\in I}

국소 볼록 공간을 정의하는 데이터는 벡터 공간 구조 및 위상 공간 구조만을 포함하고, 반노름들을 포함하지 않는다. 일반적으로, 같은 국소 볼록 위상이 서로 다른 반노름들의 집합으로 유도될 수 있다.
임의의 반노름 집합 {\displaystyle \{\nu _{i}\}_{i\in I}}가 주어졌을 때, 다음과 같은 원순서를 정의할 수 있다.
{\displaystyle \nu _{i}\lesssim \nu _{j}\iff \sup _{v\in V}^{\nu _{j}(v)\neq 0}{\frac {\nu _{i}(v)}{\nu _{j}(v)}}<\infty }
임의의 반노름 집합 {\displaystyle \{\nu _{i}\}_{i\in I}}에 대하여,
{\displaystyle \left\{\sum _{i\in {\tilde {I}}}\nu _{i}\colon {\tilde {I}}\subseteq I,\;|{\tilde {I}}|<\aleph _{0}\right\}}
는 원래 반노름 집합과 같은 위상을 정의하며, 또한 상향 원순서 집합을 이룬다. 즉, 국소 볼록 공간을 정의하는 반노름 집합이 항상 상향 원순서 집합이라고 가정할 수 있다.

## 성질

### 분리 공리
반노름 집합 {\displaystyle \{\nu _{i}\}_{i\in I}}로 정의되는 국소 볼록 공간 {\displaystyle V}에 대하여, 다음 두 조건이 서로 동치이다.
- 하우스도르프 공간이다.
- {\displaystyle \textstyle \bigcap _{i\in I}\nu _{i}^{-1}(0)=\{0\}}. 즉, 모든 반노름으로 재었을 때 0인 벡터는 영벡터이다.

### 연속성과 유계성
두 국소 볼록 공간 {\displaystyle V}, {\displaystyle W}이 각각 반노름 상향 원순서 집합 {\displaystyle \{\mu _{i}\}_{i\in I}}, {\displaystyle \{\nu _{j}\}_{j\in J}}로 정의된다고 하자. 임의의 선형 변환 {\displaystyle T\colon V\to W} 및 {\displaystyle j\in J}에 대하여, {\displaystyle \nu _{j}\circ T}는 {\displaystyle V} 위의 반노름이다.
그렇다면, 임의의 선형 변환 {\displaystyle T\colon V\to W}에 대하여 다음 두 조건이 서로 동치이다.
- 연속 함수이다.
- (유계성) 임의의 {\displaystyle j\in J}에 대하여, {\displaystyle \nu _{j}\circ T\lesssim \mu _{i}}인 {\displaystyle i\in I}가 존재한다. 즉, 다음이 성립해야 한다.
{\displaystyle \sup _{v\in V}^{\mu _{j}(v)\neq 0}(\nu (Tv)_{j}/\mu _{i}(v))<\infty }

이는 노름 공간에서 연속성이 유계성으로 나타내어지는 것의 일반화이다.

## 예
흔히 볼 수 있는 대부분의 위상 벡터 공간들은 국소 볼록 공간이다. 프레셰 공간은 완비 거리화 가능 국소 볼록 공간이다. 바나흐 공간과 힐베르트 공간은 프레셰 공간의 특수한 경우이므로 역시 국소 볼록 공간이다.
임의의 벡터 공간 {\displaystyle V} 및 임의의 실수 선형 변환들의 집합 {\displaystyle F=\{f_{\alpha }\colon V\to \mathbb {R} \}}에 대한 시작 위상은 국소 볼록 공간이다. 이 경우 반노름들은 {\displaystyle |f_{\alpha }|}가 된다.

### 국소 볼록 공간이 아닌 위상 벡터 공간의 예
구간 {\displaystyle [0,1]} 위의 르베그 공간 {\displaystyle L^{p}[0,1]}은 {\displaystyle 0<p<1}에 대하여 국소 볼록 공간이 아니다. (원점의 유일한 볼록 근방은 공간 전체이다.) 마찬가지로, 수열 공간 {\displaystyle \ell ^{p}} 역시 {\displaystyle 0<p<1}에 대하여 국소 볼록 공간이 아니다.

## 역사
존 폰 노이만이 1934년에 "볼록 선형 집합"(영어: convex linear set)이라는 이름으로 도입하였다.:4, Definition 2b